# Sticherus gnidioides
Sticherus gnidioides är en ormbunkeart som först beskrevs av Georg Heinrich Mettenius, och fick sitt nu gällande namn av Takenoshin Nakai. Sticherus gnidioides ingår i släktet Sticherus och familjen Gleicheniaceae. Inga underarter finns listade.